# Krasnaja Svesda
Krasnaja Svesda (russisk: Красная звезда, "Røde Stjerne") var det sovjetiske militærs avis. Den blev grundlagt den 1. januar 1924. I dag hedder avisen "Ruslands forsvarsministeriets centralorgan"